# ألبرت هارلي
ألبرت هارلي (بالإنجليزية: Albert Harley)‏ (17 أبريل 1940 في المملكة المتحدة - 1993) هو لاعب كرة قدم بريطاني في مركز نصف الجناح. لعب مع ستوكبورت كونتي وسوانزي سيتي وشروزبري تاون ونادي كرو ألكساندرا ونادي كوناهس كواي ونادي تشستر سيتي.